# Sindaci di Orléans
Di seguito l'elenco cronologico dei sindaci di Orléans e delle altre figure apicali equivalenti che si sono succedute nel corso della storia.

## Terza repubblica francese (1870-1940)
| Sindaci eletti dal Consiglio municipale (1870-1940) | Sindaci eletti dal Consiglio municipale (1870-1940) | Sindaci eletti dal Consiglio municipale (1870-1940) | Sindaci eletti dal Consiglio municipale (1870-1940) | Sindaci eletti dal Consiglio municipale (1870-1940) |
| Nominativo                                          | Partito                                             | Partito                                             | Mandato                                             | Mandato                                             |
| Nominativo                                          | Partito                                             | Partito                                             | Inizio                                              | Fine                                                |
| --------------------------------------------------- | --------------------------------------------------- | --------------------------------------------------- | --------------------------------------------------- | --------------------------------------------------- |
| Pierre Noël Adolphe Crespin                         | ?                                                   | ?                                                   | 1870                                                | 1871                                                |
| Léopold Fresnais de Levin                           | ?                                                   | ?                                                   | 1871                                                | 1875                                                |
| Aignan Jacques Alexis Germon                        | ?                                                   | ?                                                   | 1875                                                | 1878                                                |
| Charles Sanglier                                    | ?                                                   | ?                                                   | 1878                                                | 1887                                                |
| E. Robineau                                         | ?                                                   | ?                                                   | 1887                                                | 1888                                                |
| Gaston des Francs                                   | ?                                                   | ?                                                   | 1888                                                | 1890                                                |
| Émile Rabourdin-Grivot                              | ?                                                   | ?                                                   | 1890                                                | 1896                                                |
| Paul Transon                                        | ?                                                   | ?                                                   | 1896                                                | 1899                                                |
| Charles Guillaume Harold Portalis                   | ?                                                   | ?                                                   | 1899                                                | 1905                                                |
| Léonce Courtin-Rossignol                            | ?                                                   | ?                                                   | 1905                                                | 1910                                                |
| Paul Gitton                                         | ?                                                   | ?                                                   | 1910                                                | 1912                                                |
| Fernand Rabier                                      | ?                                                   | ?                                                   | 1912                                                | 1919                                                |
| Albert Laville                                      | ?                                                   | ?                                                   | 1919                                                | 1925                                                |
| Théophile Chollet                                   |                                                     | Partito Radicale                                    | 1925                                                | 1929                                                |
| Eugène Turbat                                       | ?                                                   | ?                                                   | 1929                                                | 1935                                                |
| Claude Lewy                                         |                                                     | Sezione Francese dell'Internazionale Operaia        | 1935                                                | 1940                                                |

## Amministrazione militare tedesca della Francia (1940-1944)
| Sindaci nominati dal governo (1940-1944) | Sindaci nominati dal governo (1940-1944) | Sindaci nominati dal governo (1940-1944) | Sindaci nominati dal governo (1940-1944) | Sindaci nominati dal governo (1940-1944) |
| Nominativo                               | Partito                                  | Partito                                  | Mandato                                  | Mandato                                  |
| Nominativo                               | Partito                                  | Partito                                  | Inizio                                   | Fine                                     |
| ---------------------------------------- | ---------------------------------------- | ---------------------------------------- | ---------------------------------------- | ---------------------------------------- |
| Louis Simonin                            | ?                                        | ?                                        | 1940                                     | 1944                                     |

## Quarta e Quinta Repubblica francese (dal 1944)
| Sindaci nominati dal Governo provvisorio della Repubblica francese (1944-1945) | Sindaci nominati dal Governo provvisorio della Repubblica francese (1944-1945) | Sindaci nominati dal Governo provvisorio della Repubblica francese (1944-1945) | Sindaci nominati dal Governo provvisorio della Repubblica francese (1944-1945) | Sindaci nominati dal Governo provvisorio della Repubblica francese (1944-1945) | Sindaci nominati dal Governo provvisorio della Repubblica francese (1944-1945) | Sindaci nominati dal Governo provvisorio della Repubblica francese (1944-1945) |
| Nominativo                                                                     | Nominativo                                                                     | Partito                                                                        | Partito                                                                        | Mandato                                                                        | Mandato                                                                        | Elezione                                                                       |
| Nominativo                                                                     | Nominativo                                                                     | Partito                                                                        | Partito                                                                        | Inizio                                                                         | Fine                                                                           | Elezione                                                                       |
| ------------------------------------------------------------------------------ | ------------------------------------------------------------------------------ | ------------------------------------------------------------------------------ | ------------------------------------------------------------------------------ | ------------------------------------------------------------------------------ | ------------------------------------------------------------------------------ | ------------------------------------------------------------------------------ |
|                                                                                | André Dessaux                                                                  |                                                                                | Indipendente                                                                   | 17 agosto 1944                                                                 | 23 agosto 1944                                                                 | –                                                                              |
|                                                                                | Pierre Chevallier                                                              |                                                                                | Unione Democratica e Socialista della Resistenza                               | 23 agosto 1944                                                                 | maggio 1945                                                                    | –                                                                              |
| Sindaci eletti dal Consiglio municipale (dal 1945)                             |                                                                                |                                                                                |                                                                                |                                                                                |                                                                                |                                                                                |
| Nominativo                                                                     | Nominativo                                                                     | Partito                                                                        | Partito                                                                        | Mandato                                                                        | Mandato                                                                        | Elezione                                                                       |
| Nominativo                                                                     | Nominativo                                                                     | Partito                                                                        | Partito                                                                        | Inizio                                                                         | Fine                                                                           | Elezione                                                                       |
|                                                                                | Pierre Chevallier                                                              |                                                                                | Unione Democratica e Socialista della Resistenza                               | maggio 1945                                                                    | 12 agosto 1951                                                                 | Elezione 1945                                                                  |
|                                                                                | René Dhiver                                                                    | ?                                                                              | ?                                                                              | 12 agosto 1951                                                                 | 1954                                                                           | ?                                                                              |
|                                                                                | Pierre Ségelle                                                                 |                                                                                | Sezione Francese dell'Internazionale Operaia                                   | 1954                                                                           | marzo 1959                                                                     | ?                                                                              |
|                                                                                | Roger Secrétain                                                                |                                                                                | Unione Democratica e Socialista della Resistenza                               | marzo 1959                                                                     | 1971                                                                           | ?                                                                              |
|                                                                                | René Thinat                                                                    |                                                                                | Partito Radicale                                                               | 1971                                                                           | 1978                                                                           | ?                                                                              |
|                                                                                | Gaston Galloux                                                                 | ?                                                                              | ?                                                                              | 1978                                                                           | 1980                                                                           | ?                                                                              |
|                                                                                | Jacques Douffiagues                                                            |                                                                                | Partito Repubblicano                                                           | 31 luglio 1980                                                                 | 1983                                                                           | ?                                                                              |
| 1983                                                                           | Jacques Douffiagues                                                            | 1º ottobre 1988                                                                | Partito Repubblicano                                                           | Elezione 1983                                                                  |                                                                                |                                                                                |
|                                                                                | Jean-Louis Bernard                                                             |                                                                                | Partito Radicale                                                               | Elezione 1983                                                                  | 1º ottobre 1988                                                                | 19 marzo 1989                                                                  |
|                                                                                | Jean-Pierre Sueur                                                              |                                                                                | Partito Socialista                                                             | 24 marzo 1989                                                                  | 19 marzo 2001                                                                  | Elezione 1989                                                                  |
| Elezione 1995                                                                  | Jean-Pierre Sueur                                                              |                                                                                | Partito Socialista                                                             | 24 marzo 1989                                                                  | 19 marzo 2001                                                                  |                                                                                |
|                                                                                | Serge Grouard                                                                  |                                                                                | I Repubblicani                                                                 | 25 marzo 2001                                                                  | 2008                                                                           | Elezione 2001                                                                  |
| 2008                                                                           | Serge Grouard                                                                  | 2014                                                                           | I Repubblicani                                                                 | Elezione 2008                                                                  |                                                                                |                                                                                |
| 2014                                                                           | Serge Grouard                                                                  | 28 giugno 2015                                                                 | I Repubblicani                                                                 | Elezione 2014                                                                  |                                                                                |                                                                                |
|                                                                                | Olivier Carré                                                                  |                                                                                | I Repubblicani (2015-2017)                                                     | Elezione 2014                                                                  | 28 giugno 2015                                                                 | 29 giugno 2020                                                                 |
|                                                                                | Olivier Carré                                                                  | Indipendente                                                                   |                                                                                | Elezione 2014                                                                  | 28 giugno 2015                                                                 | 29 giugno 2020                                                                 |
|                                                                                | Serge Grouard                                                                  |                                                                                | I Repubblicani                                                                 | 4 luglio 2020                                                                  | in carica                                                                      | Elezione 2020                                                                  |